# Green (альбом)
Green — четвёртый студийный альбом британского музыканта прогрессивного рока Стива Хиллиджа, выпущенный в 1978 году.
Продюсером альбома был Ник Мейсон, более всего известный как барабанщик Pink Floyd.

## Характеристика
Музыкальный стиль альбома — космический психоделический рок с ярко выраженным гитарным солированием Хиллиджа, поддержанным сильными клавишно-синтезаторными партиями. В звучании заметно определенное влияние Pink Floyd и Дэвида Боуи периода его экспериментирования с электроникой 1970-х годов. В текстах преобладает хиппистская и научно-фантастическая тематика, в частности, в композициях «Sea Nature», «UFO Over Paris», и «Unidentified (Flying Being)».
Последний трек альбома «The Glorious Om Riff» является ремейком песни «Master Builder» с альбома You группы Gong, которую Хиллидж написал вместе с другими членами группы.
На обложке альбома изображена «пирамидальная рыба», вдохновленная творчеством британского писателя Джона Митчелла, развивавшего тему символов, цифр и геометрических форм. Рисунок на обложке основан на средневековой форме «рыбьего пузыря» — пересечения двух кругов одинакового размера, где центр каждого из них находится на окружности другого.
Первый тираж альбома был напечатан на прозрачном зелёном виниле, последующие тиражи печатались на обычном чёрном виниле.

## Признание
Альбом попал в британский чарт 29 апреля 1978 года и оставался там в течение 8 недель, достигнув 30-го места.
Альбом занимает 25-е место среди лучших альбомов Кентерберийской сцены в текущем рейтинге сайта Progarchives.com (апрель 2013 года).

## Список композиций
Сторона один
1. «Sea Nature» — 6:43 (Хиллидж, Жироди)
2. «Ether Ships» — 5:02 (Хиллидж, Жироди)
3. «Musik of the Trees» — 4:53 (Хиллидж, Жироди)
4. «Palm Trees (Love Guitar)» — 5:19 (Хиллидж, Жироди)
Сторона два
5. «Unidentified (Flying Being)» — 4:30 (Хиллидж, Жироди, Робертсон)
6. «U.F.O. Over Paris» — 3:11 (Хиллидж, Жироди, Робертсон, Блокер, Бинам)
7. «Leylines to Glassdom» — 4:06 (Хиллидж, Жироди)
8. «Crystal City» — 3:36 (Хиллидж, Жироди)
9. «Activation Meditation» — 1:03 (Хиллидж, Жироди)
10. «The Glorious Om Riff» — 7:46 (C.O.I.T., Хиллидж)

### Бонус-треки на переиздании 2007 года
11. «Unidentified (Flying Being)» — выступление в Гластонбери 1979 года
12. «Not Fade Away (Glid Forever)» — выступление в театре Рейнбоу 1977 года
13. «Octave Doctors» — выступление в Гластонбери 1979 года
14. «Meditation of the Snake» — альтернативная версия

## Участники записи
- Стив Хиллидж — вокал, электрогитара, гитарный синтезатор, синтезатор
- Микетт Жироди — синтезатор, вокодер, вокал
- Кертис Робертсон-мл — бас
- Джо Блокер — барабаны

Дополнительные музыканты на бонус-треках:
- Энди Андерсон — барабаны (Гластонбери)
- Пол Франсис — бас (Гластонбери)
- Дейв Стюарт — ритм-гитара, глиссандо-гитара (Гластонбери)
- Клайв Банкер — барабаны (Рейнбоу)
- Колин Басс — бас (Рейнбоу)
- Кристиан Буле — ритм-гитара и глиссандо-гитара (Рейнбоу)
- Фил Ходж — клавишные (Рейнбоу)
- Бэзил Брукс — синтезатор (Рейнбоу)

## Позиции в хит-парадах
Еженедельные чарты:
| Хит-парад (1978)                 | Высшая позиция | Пребывание в чарте |
| -------------------------------- | -------------- | ------------------ |
| Великобритания (UK Albums Chart) | 30             | 8 недель           |